# Argyractis sphragidacma
Argyractis sphragidacma là một loài bướm đêm trong họ Crambidae.